# Marina Mesure
Marina Mesure, née le 12 juillet 1989 à Marseille (France), est une femme politique française, membre de La France insoumise. Elle devient députée européenne le 29 juillet 2022 en remplacement de Manuel Bompard, élu député aux élections législatives de 2022.

## Situation personnelle
Issue d'une famille travaillant dans le secteur bancaire, Marina Mesure grandit à Gréasque avant de partir étudier à HEC Montréal, dont elle sort diplômée en 2013. 
Pendant plusieurs années, elle milite à la Confédération générale du travail (CGT), puis devient conseillère sociale auprès de la Fédération européenne des travailleurs du bâtiment et du bois. Marina Mesure est spécialisée dans les problématiques liées aux travailleurs détachés, et souhaite obtenir l'abrogation de ce statut,.

## Parcours politique
Marina Mesure est candidate aux élections européennes du 26 mai 2019, sur la liste présentée par La France insoumise (LFI), en septième position. Son parti politique, LFI, annonce que sa candidature est soutenue par des syndicalistes de 38 pays, lesquels considèrent qu'elle pourra porter les luttes syndicales européennes et internationales au Parlement européen[source secondaire souhaitée]. Elle n'est pas élue, la liste de LFI obtenant six sièges. 
Elle se porte candidate aux élections législatives de 2022 dans la dixième circonscription des Bouches-du-Rhône en binôme avec Jimmy Bessaih (conseiller municipal d’opposition au collectif citoyen à Gardanne), où elle est battue au second tour par José Gonzalez (59,62 %) du Rassemblement national. Elle est cependant majoritaire (50,35 %) dans l'ancien bastion communiste de Gardanne.
À la suite de l'élection de Manuel Bompard à l'Assemblée nationale lors de ces mêmes élections, elle lui succède comme députée européenne en juillet, étant la suivante sur la liste. Elle est réélue à l'issue des élections européennes de 2024, en troisième position toujours sur la liste de la France insoumise.